# St. Martin (Görmar)

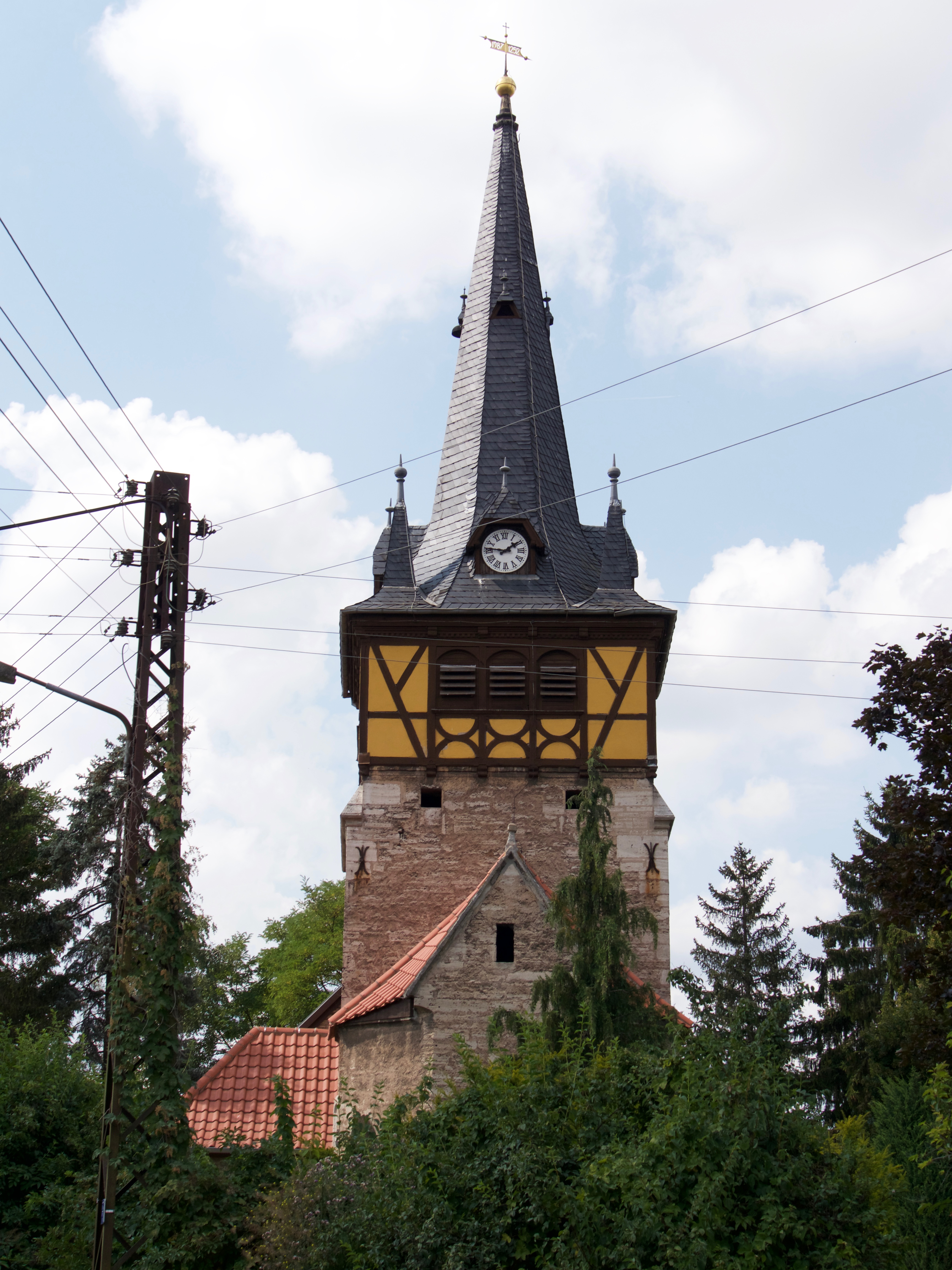
St. Martin, von Osten aus gesehen

St. Martin im Ortsteil Görmar der Kreisstadt Mühlhausen im Unstrut-Hainich-Kreis in Thüringen ist eine evangelische Dorfkirche.

## Geschichte
Das Bauerndorf Görmar wurde bereits am 28. September 897 urkundlich erstmals erwähnt. Am Ortsrand dieses alten Dorfes steht die Dorfkirche St. Martin, die zu den ältesten Kirchen des Mühlhäuser Raumes zählt. Der Raum des Gotteshauses ist eine Sehenswürdigkeit, „außen wie innen […] ein Kleinod.“ Das Gotteshaus besitzt noch „Ansätze einer altromanischen Zentralkirchenbauweise“; noch heute sind am Gebäude einige Bauteile aus der Romanik vorhanden. Spätere Umbauten sind gotisch und barock und veränderten das Aussehen. Man hat aber nach wie vor den Eindruck, „dass man wie durch ein Tor schreitet, wenn man vom Kirchenschiff zur Apsis mit dem Altar geht.“